# Anne Hathaway
Anne Jacqueline Hathaway (Nova York, 12 de novembre de 1982) és una actriu de cinema i teatre estatunidenca, guanyadora d'un Oscar i un Globus d'Or.
El seu descobriment va venir sota el guiatge de la companyia Disney, gràcies a la comèdia juvenil The Princess Diaries (2001). L'èxit de la pel·lícula li va permetre seguir treballant en el cinema familiar fins que, finalment, el 2005, conscient que havia quedat encallada com una icona infantil, va començar a buscar papers que li permetessin madurar i trencar amb aquesta imatge. Havoc i Brokeback Mountain van ser les pel·lícules que van marcar aquest canvi radical en la seva carrera.
El seu creixement artístic, però, no es va manifestar fins al 2006, quan va treballar amb la consagrada actriu nord-americana Meryl Streep en El diable es vesteix de Prada. Demostrant que estava a l'altura de les grans actrius cinematogràfiques, aquest últim film va comportar el seu reconeixement mediàtic i professional i la va catapultar com una de les actrius més prometedores de Hollywood. Així, el 2008, va obtenir la seva primera nominació als Oscar per la seva interpretació en La boda de la Rachel de Jonathan Demme. Cinc anys més tard, el 2013, va guanyar un Oscar a la millor actriu secundària i un Globus d'Or gràcies a la pel·lícula musical Les Misérables.

## Biografia

### Infantesa i joventut
Filla de l'actriu de teatre Kate McCauley i de l'advocat Gerald Hathaway, Anne Hathaway sempre va trobar la inspiració i el suport necessaris en la seva família per seguir els passos de la seva mare. Malgrat tot, la coincidència del seu nom amb el de la dona del dramaturg i poeta anglès William Shakespeare, és només una casualitat. És l'única filla d'una família d'origen francoirlandès, i té un germà més gran, Michael, que és escriptor, i un altre de més petit, Thomas, que és actor com ella. D'aquesta manera, basant-se en les seves arrels, no és sorprenent que Anne fos educada sota els principis i valors de la religió catòlica. Durant la seva infantesa, fins i tot s'havia plantejat entrar a formar part de l'Església catòlica. No obstant això, a l'edat de quinze anys, després de saber que el seu germà Michael era homosexual, va sentir que no podia defensar una religió que desaprovava l'orientació sexual del seu germà.
Va passar gran part de la seva joventut a Short Hills (Nova Jersey) i es va graduar en el Millburn High School. La seva permanència a l'institut públic de Millburn li va servir per a introduir-se en el món escènic i dur a terme els seus primers intents artístics en el teatre. El resultat va ser tan satisfactori per a Anne que va acabar estudiant art dramàtic en la Paper Mill Playhouse de Nova Jersey i, assistint encara a l'institut, va ser nominada al Premi Estrella Naixent de la Playhouse per a la millor representació escolar de l'estat. Posteriorment, es va instruir durant diversos semestres en el Vassar College de Poughkeepsie (Nova York) abans de traslladar-se definitivament a la Gallatin School of Individualized Study, dependent de la Universitat de Nova York. Una època de la qual guarda molt bons records i a la qual es refereix com una de les seves millors decisions. Allà, va ser la primera i única adolescent a ser admesa en el programa d'estudis intensius d'actuació organitzat per la premiada companyia de teatre Barrow Group. També va estudiar en el programa de teatre musical organitzat pel Collaborative Arts Project, CAP 21, afiliat a la seva universitat. D'aquesta manera, Hathaway compta amb una ampla formació professional que la porta a preferir l'escenari abans que el món del cel·luloide.
Anne és, a més, una destacada ballarina que va estudiar en el Broadway Dance Center de la ciutat de Nova York i, com a primera soprano, el 1998, va tenir el privilegi d'oferir dos concerts en el Carnegie Hall com a membre de l'All-Eastern US High School Honors Chorus.

### Inicis amb la Disney
La seva edat i la seva alçada van ser, en un principi, un inconvenient per a aconseguir papers a Broadway, ja que era massa alta per als papers de nens, i massa jove per als papers d'adults. Malgrat tot, tres dies després d'actuar en el Carnegie Hall de Nova York, Anne va ser acceptada per formar part del repartiment de la sèrie de televisió Get Real. Encara que aquesta només va durar una temporada, el paper de germana gran de Meghan Green va comportar molt bones crítiques a Anne i va arribar a ser nominada com a millor actriu dramàtica en els Teen Choice Awards de l'any 2000.
El salt al cinema es va produir només dos anys més tard, quan va participar en la comèdia familiar de Garry Marshall The Princess Diaries. Segons diu la llegenda, Marshall va decidir contractar l'actriu per interpretar a la princesa propensa als accidents quan ella va caure de la seva cadira durant l'audició. D'aquesta manera, l'audiència cinematogràfica la va veure per primera vegada com a Mia, una adolescent de San Francisco que descobreix que pertany a la reialesa. Treballant amb estrelles tan importants com Julie Andrews i Hector Elizondo, Hathaway va demostrar una flexible comicitat i un increïble desplegament escènic que, juntament amb la seva afabilitat i el seu ample somriure, li van valer l'opinió favorable del públic i la crítica. Segons explica ella mateixa, Garry Marshall li va donar el millor consell de tota la seva carrera quan li va dir: "mai saps si una pel·lícula serà un èxit, de manera que val més que ho passis bé rodant-la". I es va divertir gravant-la, però, a més, la pel·lícula va ser un èxit mundial que va donar a Anne fama internacional amb només 19 anys.
Mantenint aquesta imatge d'ídol del públic infantil, els anys següents va seguir participant en diverses produccions Disney. Així, el 2004, va interpretar Ella en Ella Enchanted, un nou títol familiar. I, a més, va repetir personatge en la seqüència de The Princess Diaries, The Princess Diaries 2: Royal Engagement. En aquest cas, l'espant de saber-se hereva de la corona de Genovia deixava lloc a la necessitat de trobar un marit adequat. Malauradament, reclosa en el cinema infantil, Anne corria el perill de ser flor d'un sol dia i passar en poc de temps a l'oblit. Per això, The Princess Diaries 2: Royal Engagement va suposar el comiat d'Anne Hathaway del cinema familiar.

### Transició artística
Conscient que s'havia quedat encallada com una icona infantil, Anne va seguir el valuós consell que li va donar Julie Andrews durant el rodatge de la pel·lícula de Disney; per tal de deslligar-se d'aquest clixé, no hi havia res millor que una escena nudista a temps com el que la mateixa Julie va protagonitzar en S.O.B. (1981). Anne Hathaway en va prendre nota i, de seguida, va començar a comentar en les entrevistes que, encara que sempre se l'associava amb el cinema familiar, no li importaria acceptar algun paper una mica més pujat de to. I l'oportunitat li va arribar amb la pel·lícula independent Havoc, en què va interpretar una adolescent rebel de classe alta que desitjava provar nous estímuls i acabava involucrada en el món de les drogues i la corrupció. La ruptura amb la seva versió infantil, per tant, va ser radical. Malgrat tot, quan Anne es va guanyar el reconeixement com a actriu i va demostrar la seva maduresa professional, va ser amb la seva participació en la controvertida i premiada Brokeback Mountain. Ang Lee la va escollir per a interpretar la dona del personatge de Jake Gyllenhaal. I de nou, Anne no es va acovardir davant d'un paper amb poques frases i molta pell. D'aquesta manera, es va apuntar el seu primer gran èxit en el cinema adult, ja que la pel·lícula va aconseguir pràcticament tots els premis als quals va estar nominada, inclosos dos Oscars de l'Acadèmia.
Només un any més tard, el 2006, amb El diable es vesteix de Prada, l'actriu va aconseguir consolidar-se encara més en el seu ascens professional. El paper d'Andy Sachs, la jove innocent que arriba a Nova York per treballar com a ajudant personal de la implacable editora de moda Miranda Priestly (Meryl Streep), va resultar ser perfecte per a l'aire genuí dels ulls i el somriure d'Anne. Malgrat que el seu paper no aportava res de nou al seu registre interpretatiu, Anne va donar una rèplica molt digna a una espectacular Meryl Streep i va aconseguir no quedar en cap moment eclipsada per la presència de la veterana. La pel·lícula va recaptar més de 125 milions de dòlars només als Estats Units i li va permetre donar-se a conèixer entre un públic sense límit d'edat. El seu desig, doncs, s'havia complert, ja que, com ella mateixa diu, el que més li agrada de la seva professió són els nous reptes.
Així, es va plantejar la seva següent pel·lícula La jove Jane Austen (2007), el seu projecte més ambiciós fins al moment, ja que per primer cop Anne duia el pes de la història tota sola. En aquest drama biogràfic, Anne va haver de ficar-se en la pell de l'escriptora britànica responsable de novel·les com Seny i sentiment i Orgull i prejudici, en les quals Jane Austen va saber plasmar com pocs l'ambient social i moral de la seva època. Per això, Anne va haver de documentar-se sobre el període de la regència, aprendre els costums, balls i modals propis de la seva societat i, sobretot, aprendre un més que necessari accent britànic al mateix temps que explotava la seva vena més romàntica.
Després de mostrar la seva faceta més dolça amb La jove Jane Austen, el 2008 l'actriu va voler provar sort amb la seva primera cinta d'acció, el remake cinematogràfic de la mítica telesèrie Superagent 86, en el qual va encarnar la mítica Agent 99. També va participar en el drama de Passengers, que va suposar la seva primera incursió en el thriller sobrenatural. Però, quan realment es va poder comprovar que el seu salt a la maduresa era permanent, va ser sota les ordres de Jonathan Demme en La boda de la Rachel. En aquest retorn de l'oscaritzat director d'El silenci dels anyells, Hathaway va tenir l'oportunitat de demostrar el seu talent interpretatiu gràcies al paper de Kym, l'ovella negra d'una família aparentment ben avinguda. Amb unes marcades ulleres i el rímel mig corregut, Anne Hathaway es va haver d'enfrontar a un dels personatges més complexos i turmentats de tota la seva carrera. El New York Post no va dubtar a definir-la com "la guinda imprescindible de la pel·lícula" i els crítics, a poc a poc, van començar a lloar-la. Evidentment, La boda de la Rachel confirmava que aquella actriu perfumada de Disney havia desaparegut i, en el seu lloc, havia quedat una actriu seriosa i elegant que apuntava a gran estrella. Una transformació que va ser premiada en diversos festivals de cinema però, a més, li va merèixer la seva primera nominació als Oscars i Globus d'Or com a millor actriu principal.

### Actualment
Va ser precisament en aquest moment, quan una nova Anne va decidir tornar a la companyia Disney. Aquesta vegada, però, en unes condicions completament diferents. En col·laboració amb un dels grans directors del cinema estatunidenc, Tim Burton, el 2010 va donar cos a la reina Blanca d'Alice in Wonderland, acompanyada per Helena Bonham Carter i Johnny Depp. A més, el febrer d'aquest mateix any, va estrenar Valentine's Day, una comèdia romàntica sobre el dia de Sant Valentí dirigida per Garry Marshall, amb qui ja havia treballat en The Princess Diaries i la seva seqüela. I va acabar la dècada amb la comèdia dramàtica Love and Other Drugs, en què interpreta una dona afectada pel parkinson al costat del seu antic company de Brokeback Mountain, Jake Gyllenhaal. En aquest cas, els dos actors van ser nominats als Globus d'Or de la temporada en les categories interpretatives del gènere còmic.
El 2011, Anne va estrenar One Day de la directora danesa Lone Scherfig, la qual l'any anterior havia recollit molt bones crítiques amb Una educació, i va aprofitar aquell mateix any per rodar El cavaller fosc: la llegenda reneix, en què personificà Catwoman. La cinta de la saga Batman s'estrenà el 2012, igual que el seu primer musical, Les Misérables, dirigit per l'oscaritzat Tom Hooper. De fet, aquesta darrera pel·lícula va ser la que li va donar un Globus d'Or i un Oscar a la millor actriu secundària.
Per als anys següents, l'actriu està pendent d'alguns nous projectes. En concret, s'especula que ha signat per interpretar Judy Garland en un biopic que encara s'està preparant sobre l'artista. Una participació que, a més, es preveu que tingui la seva extensió paral·lela en el teatre de Broadway, en què Anne mantindria el rol principal. Altres produccions per als propers anys són: Interstellar de Christopher Nolan i Song One.

## Vida personal
La seva intercalació de dolçor i fermesa a l'hora d'actuar deixa entreveure un estil que més d'un ha arribat a comparar amb el de Judy Garland i Audrey Hepburn, dues de les seves actrius clàssiques preferides. Tenint com a model la classe d'Audrey Hepburn i prenent com a ídol la seva antiga companya de repartiment Meryl Streep, Anne Hathaway aconsegueix oferir unes representacions refrescants i atractives que li valen l'aprovació de la crítica cinematogràfica i del públic.
D'aquesta manera, Anne ha arribat a ser portada de les millors revistes de moda internacionals. El seu ample somriure, semblant al de Julia Roberts, s'ha guanyat tant grans com petits. El 2006, fins i tot la revista People la va incloure en la seva llista de les 50 persones més guapes del món i, el 2008, Lancôme la va escollir perquè fos la imatge de la seva nova fragància Magnifique. Malgrat tot, Anne reconeix que no es cuida gens. Com ella diu: "La veritat, tinc millors coses a fer que preocupar-me pel meu look". De fet, l'actriu fuig tant dels cànons de Hollywood que ha acabat establint la seva residència a Nova York. Segons ella mateixa ha declarat, a Los Angeles, hi és només per treball, ja que no li agrada gens aquesta ciutat. I fa bromes al respecte dient que té la pell molt blanca i no pot prendre el sol de Califòrnia.

## Filmografia
| Any  | Pel·lícula                                                              | Director                                | Personatge                            |
| ---- | ----------------------------------------------------------------------- | --------------------------------------- | ------------------------------------- |
| 2001 | The Other Side of Heaven                                                | Mitch Davis                             | Jean Sabin                            |
| 2001 | The Princess Diaries                                                    | Garry Marshall                          | Amelia Mignonette Thermopolis Renaldi |
| 2002 | The Cat Returns                                                         | Hiroyuki Morita                         | Haru (veu)                            |
| 2002 | Nicholas Nickleby                                                       | Stephen Whittaker                       | Madeline Bray                         |
| 2004 | The Princess Diaries 2: Royal Engagement                                | Garry Marshall                          | Amelia Mignonette Thermopolis Renaldi |
| 2004 | Ella Enchanted                                                          | Tommy O'Haver                           | Ella de Frell                         |
| 2005 | Brokeback Mountain                                                      | Ang Lee                                 | Lureen Newsome Twist                  |
| 2005 | Caos (Havoc)                                                            | Barbara Kopple                          | Allison Lang                          |
| 2005 | La increïble però certa història de la Caputxeta Vermella (Hoodwinked!) | Cory Edwards, Todd Edwards i Tony Leech | Red Puckett (veu)                     |
| 2006 | El diable es vesteix de Prada (The Devil Wears Prada)                   | David Frankel                           | Andrea "Andy" Sachs                   |
| 2007 | La jove Jane Austen (Becoming Jane)                                     | Julian Jarrold                          | Jane Austen                           |
| 2008 | La boda de la Rachel (Rachel Getting Married)                           | Jonathan Demme                          | Kym Buchman                           |
| 2008 | Passengers (Passengers)                                                 | Rodrigo García                          | Claire Summers                        |
| 2008 | Superagent 86 de pel·lícula                                             | Peter Segal                             | Agent 99                              |
| 2009 | Bride Wars                                                              | Gary Winick                             | Emma Allan                            |
| 2010 | Love and Other Drugs                                                    | Edward Zwick                            | Maggie Murdock                        |
| 2010 | Valentine's Day                                                         | Garry Marshall                          | Liz                                   |
| 2010 | Alice in Wonderland                                                     | Tim Burton                              | La Reina Blanca                       |
| 2011 | One Day                                                                 | Lone Scherfig                           | Emma Morley                           |
| 2012 | Les Misérables                                                          | Tom Hooper                              | Fantine                               |
| 2012 | El cavaller fosc: la llegenda reneix                                    | Christopher Nolan                       | Selina Kyle/Catwoman                  |
| 2013 | Don Jon                                                                 | Joseph Gordon-Levitt                    | Estrella de cine (Cameo)              |
| 2014 | Interstellar                                                            | Christopher Nolan                       | Brand                                 |
| 2014 | Song One                                                                | Kate Barker-Froyland                    | Franny                                |
| 2014 | Don Peyote                                                              | Michael Canzoniero, Dan Fogler          | Agent de la Veritat                   |
| 2015 | The Intern                                                              | Nancy Meyers                            | Jules Ostin                           |
| 2017 | Colossal                                                                | Nacho Vigalondo                         | Gloria                                |
| 2018 | Ocean's 8                                                               | Gary Ross                               | Daphne Kluger                         |
| 2019 | Serenity                                                                | Steven Knight                           | Karen Zariakas                        |
| 2019 | The Hustle                                                              | Josephine Chesterfield                  | Chris Addison                         |
| 2019 | Aigües fosques                                                          | Todd Haynes                             | Sarah Bilott                          |
| 2020 | The Witches                                                             | Robert Zemeckis                         | Miss Eva Ernst / Grand High Witch     |
| 2020 | The Last Thing He Wanted                                                | Dee Rees                                | Elena McMahon                         |
| 2021 | Locked Down                                                             | Doug Liman                              | Linda                                 |

## Televisió
| Títol                      | Anys(s)   | Paper(s)                | Notes                                                            | Ref(s) |
| -------------------------- | --------- | ----------------------- | ---------------------------------------------------------------- | ------ |
| Get Real                   | 1999–2000 | Meghan Green            | 22 episodis                                                      | [ 17 ] |
| Elmo's Christmas Countdown | 2007      | D'ella mateixa          | Especial de televisió                                            | [ 18 ] |
| Saturday Night Live        | 2008      | Amfitrió                | Episodi: "Anne Hathaway/The Killers                              | [ 19 ] |
| The Simpsons               | 2009      | Jenny (veu)             | Episodi: "The Good, the Sad and the Drugly"                      | [ 20 ] |
| The Simpsons               | 2010      | Princesa Penelope (veu) | Episodi: "Once Upon a Time in Springfield"                       | [ 21 ] |
| Saturday Night Live        | 2010      | Amfitrió                | Episodi: "Anne Hathaway/Florence + the Machine"                  | [ 22 ] |
| Family Guy                 | 2010      | Mother Maggie (veu)     | Episodi: "Go, Stewie, Go!"                                       | [ 23 ] |
| Family Guy                 | 2010      | D'ella mateixa (veu)    | Episodi: "April in Quahog"                                       | [ 24 ] |
| 83rd Academy Awards        | 2011      | Amfitrió                | Especial de televisió; copresentat amb James Franco              | [ 25 ] |
| Family Guy                 | 2011      | Rossa atractiva (veu)   | Episodi: "It's a Trap!"                                          | [ 26 ] |
| Saturday Night Live        | 2012      | Amfitrió                | Episodi: "Anne Hathaway/Rihanna"                                 | [ 27 ] |
| The Simpsons               | 2012      | Jenny (veu)             | Episodi: "Moonshine River"                                       | [ 28 ] |
| HitRecord on TV            | 2015      | Vivica Virus            | Episodi: "Re: The Number Two"                                    | [ 29 ] |
| Lip Sync Battle            | 2015      | D'ella mateixa          | Episodi: "Anne Hathaway vs. Emily Blunt"                         | [ 30 ] |
| Documentary Now!           | 2016      | D'ella mateixa          | Episodi: "Mr. Runner Up: My Life as an Oscar Bridesmaid, Part 2" | [ 31 ] |
| Modern Love                | 2019      | Lexi                    | 2 episodis                                                       | [ 32 ] |

## Premis i nominacions

### Oscar
| Any  | Categoria                | Pel·lícula           | Resultat   | Ref.   |
| ---- | ------------------------ | -------------------- | ---------- | ------ |
| 2008 | Millor actriu            | La boda de la Rachel | Nominada   | [ 33 ] |
| 2013 | Millor actriu secundària | Les Misérables       | Guanyadora | [ 34 ] |

### Globus d'Or
| Any  | Categoria                      | Pel·lícula           | Resultat   | Ref.   |
| ---- | ------------------------------ | -------------------- | ---------- | ------ |
| 2009 | Millor actriu dramàtica        | La boda de la Rachel | Nominada   | [ 35 ] |
| 2011 | Millor actriu musical o còmica | Love and Other Drugs | Nominada   | [ 36 ] |
| 2013 | Millor actriu secundària       | Les Misérables       | Guanyadora | [ 37 ] |

### Premis BAFTA
| Any  | Categoria                | Pel·lícula     | Resultat   | Ref.   |
| ---- | ------------------------ | -------------- | ---------- | ------ |
| 2013 | Millor actriu secundària | Les Misérables | Guanyadora | [ 38 ] |

### National Board of Review
| Any  | Categoria     | Pel·lícula           | Resultat   | Ref.   |
| ---- | ------------- | -------------------- | ---------- | ------ |
| 2008 | Millor actriu | La boda de la Rachel | Guanyadora | [ 39 ] |

### Premis Saturn
| Any  | Categoria                | Pel·lícula                           | Resultat   | Ref.          |
| ---- | ------------------------ | ------------------------------------ | ---------- | ------------- |
| 2012 | Millor actriu secundària | El cavaller fosc: la llegenda reneix | Guanyadora | [ 40 ] [ 41 ] |
| 2012 | Millor actriu secundària | Les Misérables                       | Nominada   | [ 40 ] [ 41 ] |
| 2015 | Millor actriu            | Interstellar                         | Nominada   | [ 42 ]        |

### Premis Satellite
| Any  | Categoria                | Pel·lícula           | Resultat   | Ref.   |
| ---- | ------------------------ | -------------------- | ---------- | ------ |
| 2008 | Millor actriu            | La boda de la Rachel | Nominada   | [ 43 ] |
| 2010 | Millor actriu            | Love and Other Drugs | Guanyadora | [ 44 ] |
| 2012 | Millor actriu secundària | Les Misérables       | Guanyadora | [ 45 ] |
| 2012 | Millor repartiment       | Les Misérables       | Guanyadora | [ 46 ] |